# Tema
Tema（てま）は、パズルゲーム『ぷよぷよ』を専門とする日本のプロeスポーツ選手、タレント。
2016年にRadical Stormerzへ所属、現在は有限会社名和事務所所属。JeSU公認プロライセンス保持者。

## 出演

### テレビ
- いいすぽ!（フジテレビONE、2016年6月11日、2017年5月27日、2018年10月20日、2020年8月29日）
- eスポーツMaX（東京メトロポリタンテレビジョン、2017年）
- リトルトーキョーライフ（テレビ東京、2017年11月2日[3]）
- マツコ会議（日本テレビ、2018年10月20日[4]）
- シェアハウス Bダッシュ（東海テレビ、2019年5月14日[5]）

### イベント
- ニコニコ超会議2017
- 日本eスポーツ学生選手権 ぷよぷよテトリス部門[6][7]　(ゲスト出演、 第6回～第10回)